# Кэтчпоул, Кен
Кеннет Уильям Кэтчпоул OAM (англ. Kenneth William Catchpole; 21 июня 1939, Паддингтон — 21 декабря 2017, Сидней) — австралийский регбист, выступавший на позиции скрам-хава за клуб «Рэндуик», за команду «Уаратаз» штата Новый Южный Уэльс (дебютировал в возрасте 19 лет) и за сборную Австралии (дебютировал в возрасте 21 года, провёл 27 матчей, в том числе 13 как капитан). Считается одним из лучших скрам-хавов сборной Австралии.

## Ранние годы
Уроженец Паддингтона, учился в начальной школе Рэндуик и подготовительной школе Куджи. Был спортивным отличником, увлекался регби, плаванием, теннисом и боксом. Будучи учеником школы Куджи, он выиграл стипендию от сиднейского колледжа Скотс, на протяжении трёх лет играя за сборную колледжа Скотс. В первый свой год выступления он попал в третью сборную школьников Нового Южного Уэльса, а затем попадал ещё два года в первую команду. Позже он поступил в Сиднейский университет на отделение естественных наук.

## Регбийная карьера
В 1958 году Кэтчпоул дебютировал за клуб «Рэндуик» в команде до 21 года, будучи 18-летним. В следующем сезоне он стал игроком основного состава и уже несколько игр спустя был вызван в команду штата Новый Южный Уэльс, известную под названием «Уаратаз», на матч против британской сборной «Львов». Он играл в связке с флай-хавом Артуром Саммонсом, занеся попытку в игре против «Львов» и принеся победу 18:14, чем ознаменовал свой дебют. В возрасте 20 лет он стал капитаном Нового Южного Уэльса в серии встреч против Новой Зеландии. 10 июня 1961 года Кэтчпоул дебютировал за сборную Австралии в серии из трёх тест-матчей против сборной Фиджи, австралийцы одержали победу в серии. В том же году он был капитаном сборной, которая участвовала в турне по Южной Африке (провёл два тестовых матча), а также сыграл один тест-матч дома против сборной Франции. В 1963 году он сыграл три тест-матча при капитане Джоне Торнетте.
Кэтчпоул создал в сборной успешный дуэт с флай-хавом Филом Хоуторном. В 1965 году он сыграл в домашней серии против Южной Африки, в которой австралийцы выиграли оба матча, а в 1966 и 1967 годах участвовал в турне по Великобритании и вывел команду Австралии как капитан на тест-матчи против Англии и Уэльса, в которых австралийцы праздновали победы. Также он был капитаном в тест-матчах против Шотландии, Ирландии и других встречах турне. После победы Австралии над Англией президент Регбийного союза Англии Дугги Харрисон назвал Кэтчпоула «величайшим хавбеком всех времён».
В 1967 году Кэтчпоул был капитаном сборных Австралии, Нового Южного Уэльса и Сиднея в матчах против участвовавшей в турне сборной Ирландии, а по случаю 75-летия Регбийного союза Новой Зеландии вывел команду как капитан на два тест-матча против новозеландцев. 15 июня 1968 года в первом тест-матче против Новой Зеландии игрок «Олл Блэкс» Колин Мидс схватил за ногу Кэтчпоула, который находился в тот момент в раке: в результате неудачного захвата у австралийца произошёл разрыв мышц и серьёзное повреждение мускулов в паховой области. Это привело к досрочному завершению игровой карьеры у Кэтчпоула.

## После карьеры игрока
В январе 2001 года Кэтчпоул был награждён Медалью Столетия с формулировкой «за заслуги перед австралийским обществом, достигнутые в регби», а также Австралийской спортивной медалью с формулировкой «за заслуги перед регби». В День Австралии 2001 года он также был награждён медалью ордена Австралии с формулировкой «за заслуги перед регби и обществом».
В 2004 году имя Кэтчпоула нанесли на Стене славы Музея регби, также оно появилось на Аллее славы стадиона Сидней Крикет Граунд, а на Сиднейском футбольном стадионе была установлена статуя Кэтчпоула. По итогам щита Шута — чемпионата Нового Южного Уэльса — лучший игрок награждается медалью имени Кена Кэтчпоула. В 2005 году он стал одним из первых, кто попал в Зал славы Австралийского регбийного союза, а президент Австралийского регбийного союза Пол Маклин по этому поводу отметил, что Кэтчпоул продемонстрировал «выдающиеся изящество и величественность». В 1985 году Кэтчпоул также был включён в Спортивный зал славы Австралии, а в 2013 году — в Зал славы World Rugby.
Скрам-хав новозеландской сборной Крис Лейдлоу, в 1973 году в своей автобиографии «Соринка в глазу» (англ. Mud in Your Eye) сравнивал Кэтчпоула с такими игроками, как валлийцы Гарет Эдвардс и Сид Гоуинг.

Кен Кэтчпоул был выдающимся скрам-хавом минувшего десятилетия. Другие прославились выдающейся техникой паса, удара ногой и движения с мячом, однако только Кэтчпоул сочетал в себе все эти навыки и довёл их до совершенства. Он не только быстрее других думал, действовал и реагировал, он также был здравомыслящим бьющим и искуснее двигался с мячом, чем Гоуинг или Эдвардс [...] Кэтчпоул же [...] намного опередил своё время. Его пас не был достаточно длинным или долгим, так как он считал, что это пустая трата времени. Однако он был невероятно быстрым, а техника передачи была идеальной. Никаких элегантных ныряющих пасов, никаких хитровыдуманных поворотов для того, чтобы не бросить слабой рукой — молниеносная передача флай-хаву.
Оригинальный текст (англ.)Ken Catchpole has been the outstanding scrumhalf of the last decade. Others have made contributions to techniques in passing, kicking, and running, but as the supreme exponent of all the skills Catchpole stands beyond rivalry. Not only was he quicker of thought, action and reaction, but a judicious kicker and more subtle runner than either Going or Edwards ... Catchpole was ... years ahead of his time. His pass was never long - he considered that a waste of time. It was, however, phenomenally fast and his technique of delivery perfect. No elegant dive pass, no laboured swivel to avoid passing off the weak arm - just a flash of light to his flyhalf.

Тренер австралийской сборной Боб Дуайер в автобиографии «Путь к победе» (англ. The Winning Way) назвал Кэтчпоула одним из пяти выдающихся регбистов, которых когда-либо видел, и лучшим универсалом. В 2013 году австралийский журнал «Inside Rugby» назвал Кена Кэтчпоула, Кола Уиндона, Марка Эллу и Дэвида Кампезе первыми в числе четырёх величайших австралийских игроков в регби-15 — «Непобедимых» (англ. Invincibles). Это название было взято по аналогии с названием лучших игроков в истории регбилиг, которых зовут «Бессмертными» (англ. Immortals).
Кэтчпоул скончался после продолжительной болезни ночью 21 декабря 2017 года в Сиднее.